# Беркли, Морис, 4-й барон Беркли

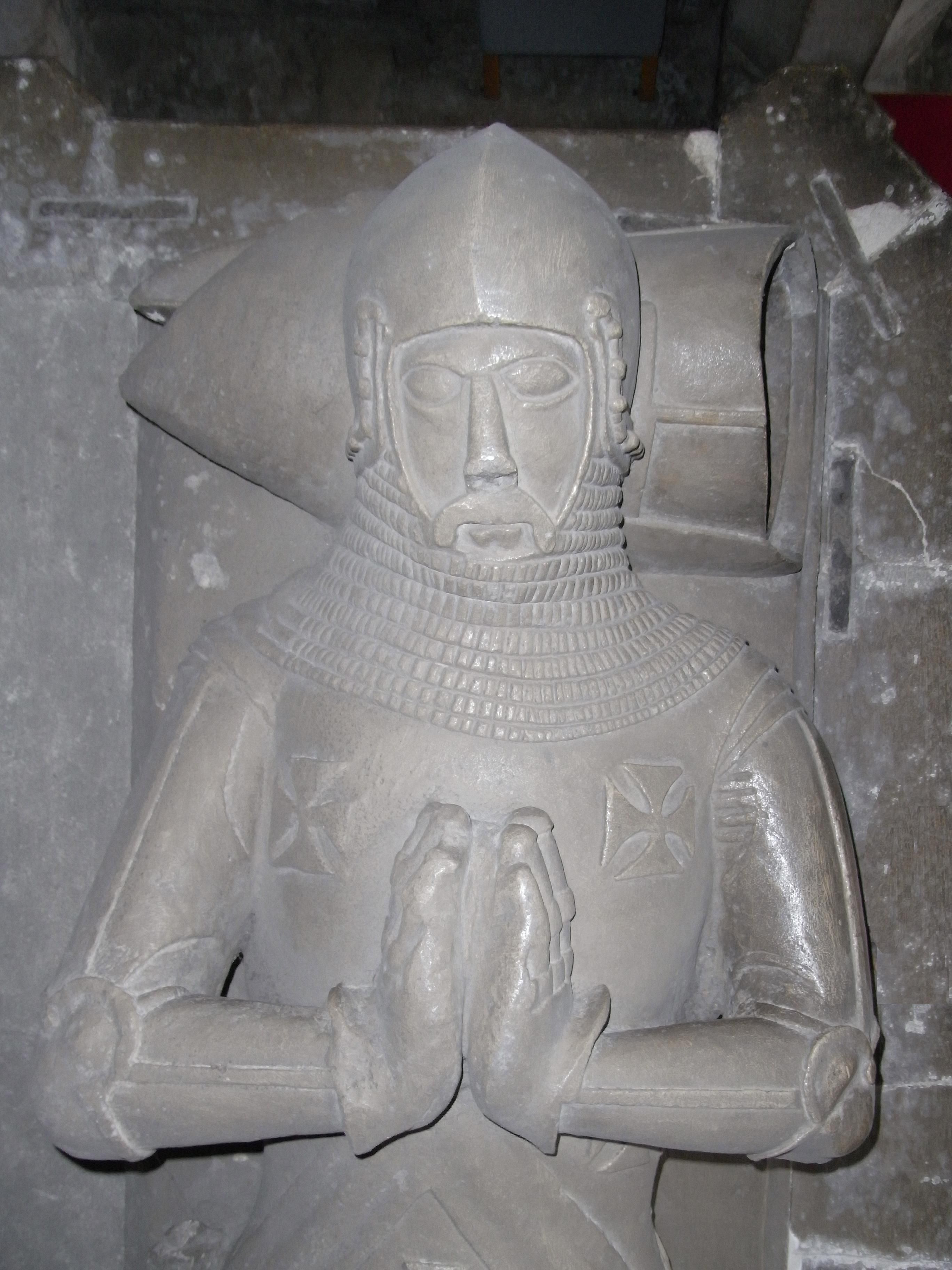
Отреставрированное изображение Мориса Беркли, барона Беркли (умер в 1368 году) "Доблестного", в аббатстве Святого Августина (Бристольский собор). На его тунике изображен герб Беркли.

Морис де Беркли (англ. Maurice de Berkeley; примерно 1330, замок Беркли, Глостершир, Королевство Англия — 8 июня 1368) — английский аристократ, 4-й барон Беркли с 1361 года. Сын Томаса де Беркли, 3-го барона Беркли, и Маргарет Мортимер. После смерти отца унаследовал баронский титул и обширные владения в Глостершире и в южной части Валлийской марки. Участвовал в Столетней войне: в частности, в 1356 году сражался при Пуатье, где был ранен. 
Барон был женат на Элизабет ле Диспенсер, дочери Хью ле Диспенсера Младшего и Элинор де Клер. В этом браке родились:
- Томас (1352/53 — 1417), 5-й барон Беркли[2];
- Джеймс (примерно 1355—1405), отец Джеймса Беркли, 1-го барона Беркли второй креации[3];
- Джон (примерно 1357—1381)[4];
- Морис (1358 — ?)[4][5];
- Кэтрин (1360 — ?);
- Агнес (1363 — ?);
- Элизабет (1365 — ?).